# T-Systems Iberia
T-Systems Iberia es la filial en España y Portugal de la empresa multinacional T-Systems.

## Sedes corporativas
En España y Portugal T-Systems cuenta con 14 oficinas. La sede central está situada en el distrito barcelonés 22@, con un nuevo espacio de más de 7.500 m². Estas nuevas oficinas fueron inauguradas en febrero de 2023 por el presidente de la Generalidad de Cataluña, Pere Aragonés.
En Madrid la sede se encuentra en la Vía de los Poblados 1, en el Distrito de Hortaleza, al Norte de la ciudad. En ella se sitúa también el Centro de Operaciones de Ciberdefensa.
Estas dos sedes cuentan con un innovation center, laboratorios creativos donde los expertos trabajan juntos en equipo en tendencias tecnológicas para ofrecer soluciones adaptadas a las necesidades de los clientes.
En Granada y Reus se sitúan los centros de valor de la compañía, incubadoras de talento muy vinculadas al tejido universitario de la Universidad de Granada y la Universitat Rovira i Virgili respectivamente. En el caso de la ciudad nazarí, el centro está especializado en el uso de soluciones a través de Inteligencia Artificial.
Además de las ya mencionadas, cuenta con oficinas propias en Bilbao, Cerdanyola del Vallés (Barcelona), Gijón, Oviedo, Pontevedra, Sevilla, Valencia y Vitoria.
Para prestar servicio a Portugal, la compañía cuenta con sede propia en Lisboa, en la freguesia de Parque das Naçoes, punto clave del entramado empresarial lisboeta que acogió la Exposición Mundial de 1998.
Como soporte para estas oficinas se cuentan hasta cuatro centros de procesamiento de datos (CPD) de 3.000 m², entre los que destaca el de Cerdanyola del Vallés (Barcelona).
Desde septiembre de 2024 es parte del Consejo Asesor de Transformación Digital de la Comunidad de Madrid.

## Equipo directivo
El consejo ejecutivo de T-Systems Iberia está formado por:
- Osmar Polo - Chief Executive Officer
- Guadalupe Espinoza - Vicepresident Finance
- Rosa Mª Rodríguez - Vicepresident Sales & Service
- Caroline Morales - Vicepresident People
- David Mañas - Vicepresident Cloud & Cybersecurity
- Manuel Gutiérrez - Vicepresident Digital Solutions
- Ferran Serrano - Director de Marketing, Comunicación y Sostenibilidad
- Cristina Caamiña - Vicepresident Centros de Valor de Granada y Reus

## Adquisiciones
En marzo de 2006 T-Systems adquirió Gedas Iberia subsidiaria del grupo Volkswagen encargada de la gestión de infraestructura de nuevas tecnologías del grupo automovilístico. El proceso de integración de Gedas en T-Systems se inició el 31 de marzo de 2006 para culminar el uno de enero de 2007, fecha en la que desapareció la marca Gedas. Con esta operación T-Systems tiene dos unidades de negocio de automoción donde cuenta con clientes como DaimlerChrysler y el grupo Volkswagen.
T-Systems además integró empresas como TAO (1 de enero de 2006), ELTEC, o Metrolico.

## Ventas
T-Systems Iberia llega a un preacuerdo de venta del 100% de la filial T-Systems Eltec al fondo de inversión alemán Quantum Capital Partners en diciembre de 2014.

## Premios y reconocimientos
Entre sus reconocimientos, destaca como uno de los proveedores líderes en la provisión de servicios para el puesto de trabajo digital en España, según Penteo.
En 2022 y por segundo año consecutivo, T-Systems volvió a ser reconocido como el proveedor tecnológico que más satisfacción genera entre sus clientes en España, según el estudio de Quint y Whitelane sobre outsourcing tecnológico en España. El estudio destacó que el 100% de los clientes afirma estar satisfecho o muy satisfecho con los servicios de outsourcing de IT recibidos por la filial de Deutsche Telekom.
Durante los AWS Partners Awards 2022 de Iberia, Amazon Web Services (AWS) premió a T-Systems Iberia como uno de sus principales partners y su papel clave para ayudar a los clientes a impulsar la innovación y crear soluciones en la nube de AWS.
En enero de 2025 T-Systems Iberia se incorporó al Hub Español de Gaia-X.

## Partners
- T-Systems está certificada por los principales programas de socios estratégicos, como los de SAP, Microsoft e Intel.
- T-Systems y AWS ofrecen soluciones cloud ágiles para las empresas.
- CISCO, a través del cual es posible la oferta de infraestructura de tecnologías de la información y la comunicación eficaces.
- Ericsson: las redes de campus 5G combinan las ventajas de las redes móviles públicas y privadas.
- Junto con Lenovo para ofrecer soluciones flexibles de nube híbrida que se adaptan a cualquier modelo de negocio.
- Asociación con Microsoft para ofrecer soluciones de digitalización con Microsoft Azure.
- T-Systems es socio SAP global y platino, y ofrece a sus clientes los servicios SAP integrales avanzados que permiten una transformación rápida y segura.
- ServiceNow: socio para la digitalización y automatización en el cloud
- VMware como socio hacia el cloud
- Cynerio como socio para gestionar y provisionar una implantación completa diseñada para securizar los dispositivos médicos.

## Cifras económicas
En 2001 T-Systems con más de 2100 empleado facturó 162 millones de euros, en 2003 el volumen de negocio alcanzó los 216 millones de euros en España y Portugal, en 2006 fue de 362 millones de euros mientras la plantilla alcanzó los 3.810 empleados y en 2007 la facturación ascendió a 355 millones de euros y una plantilla de 3650 empleados entre España y Portugal.
En 2010 T-Systems Iberia tiene cerca de 5.000 empleados en plantilla.
En 2015 tiene un total de 2700 empleados en España.
En 2024 T-Systems Iberia tiene cerca de 3.300 empleados en plantilla

## Clientes
- El Ayuntamiento de Córdoba adjudicó a T-Systems en diciembre de 2024 un contrato para poner en marcha una plataforma digital única.
- Asepeyo adjudicó a T-Systems en abril de 2024 la migración de sus sistemas de información a una plataforma de cloud híbrido.
- El Ayuntamiento de Aranda de Duero (Burgos) adjudicó a T-Systems en marzo de 2023 un contrato para poner en marcha su proyecto de modernización tributaria, utilizando como base eStima, la solución Tributaria Integral que forma parte del portfolio de soluciones para Administraciones Locales de T-Sytems TAO 2.0.
- El Ayuntamiento de Málaga adjudicó a T-Systems en enero de 2023 el impulso de la administración electrónica en la ciudad, con un plazo de ejecución de cinco años y un valor de 2.056.245 millones de euros.
- El Ayuntamiento de Amposta (Tarragona) adjudicó a T-Systems en enero de 2023 el proyecto de digitalización y adopción del Cloud para configurar un nuevo modelo de gestión integrado y basado en el dato único. El proyecto cuenta con un plazo de ejecución de 4 años y un valor de 2.6 millones de euros.
- El Ayuntamiento de Barcelona confió la consolidación y gestión de sus Data Centers, así como la provisión de las infraestructuras TIC y servicios profesionales necesarios para el mantenimiento y gestión de los sistemas y aplicaciones del consistorio, a T-Systems en enero de 2021.
- Cementerios de Barcelona, empresa municipal adscrita al Ayuntamiento de Barcelona y gestora de los cementerios de la Ciudad Condal, decidió alojar sus sistemas en el Centro de Procesamiento de Datos (CPD) de la compañía en Sardañola del Vallés.
- El Puerto de Barcelona encargó a T-Systems avanzar en su digitalización y desarrollo de su estrategia Business Intelligence en junio de 2020.
- La Generalidad de Cataluña es el principal cliente entre las administraciones públicas autonómicas, tanto para la gestión y mantenimiento de sistemas como CatSalut como de los centros de procesamiento de datos.
- En los últimos años se han unido a la cartera de clientes otras administraciones regionales como la Junta de Extremadura (julio de 2021) o la Comunidad de Madrid (mayo de 2023).
- MC Mutual eligió a T-Systems en enero de 2023 para la provisión y gestión de las infraestructuras y la seguridad de sus sistemas tecnológicos.
- Allianz es socio tecnológico de T-Systems desde 1998 y en febrero de 2008 firmó una renovación de contrato por 5 años hasta el 2013.
- Vueling confía en 2011 a T-Systems la prestación y gestión de servicios al puesto de trabajo en las oficinas centrales y Hub principal
- El Aeropuerto de Alicante adjudicó en 2011 a T-Systems la gestión de los servicios de Administración y Operación de los Sistemas de Información y Comunicaciones en un contrato valorado en 2,4 millones de euros por un plazo de tres años
- Correos adjudicó en 2011 a T-Systems un contrato de cuatro años de duración por valor de 41 millones de euros. Con este acuerdo, la empresa postal externalizó la modernización de sus sistemas informáticos para profundizar en el ahorro de costes y mejorar la calidad del servicio
- En 2012 SEAT contrató los servicios de T-Systems tres años más por 45 millones de euros
- T-Systems se adjudicó en 2012 siete contratos en el macroconcurso TIC de la Generalidad de Cataluña, con un presupuesto total de 420,99 millones de euros